# Red Hills Lake County AVA
Red Hills Lake County AVA (anerkannt seit dem 12. Juli 2004) ist ein Weinbaugebiet im US-Bundesstaat Kalifornien. Das Gebiet liegt im Südwesten des Verwaltungsgebiet Lake County. Das Weinbaugebiet mit geschützter Herkunftsbezeichnung liegt am südwestlichen Ufer des Clear Lake. Die Rebhänge liegen zu Füßen des Mount Konocti, eines erloschenen Vulkans. Die Rebflächen liegen auf einer Höhe von 430 m bis 910 m. Mit einer jährlichen Niederschlagsmenge von 640 bis 1000 mm ist das Klima vergleichsweise feucht.